# Jean-Jacques Courtaud Diverneresse
Jean-Jacques Courtaud Diverneresse, né le 19 novembre 1794 à Felletin, mort le 11 février 1879 à Paris, est un philologue et helléniste français.

## Biographie
Agrégé des classes supérieures et docteur ès lettres, il a longtemps fait partie de l’université comme professeur de diverses classes, à Tulle, Montignac, Bergerac, de rhétorique ensuite à Cahors et Avignon, puis de censeur-adjoint au lycée Charlemagne.
Dès février 1831, à ses activités d’enseignant, il va ajouter celles d’écrivain de libelles politiques qui lui vaudra d’être transféré du collège Louis-le-Grand au collège de Bourbon en 1835. Il est mis en congé provisoire après 1842. En 1845, il est nommé professeur de la classe de 6e du collège de Bourbon. Il proteste auprès du ministre Guizot, mais en vain.
Après la révolution de 1848, il devient censeur au collège de Bourbon. Son opposition au proviseur Bouillet par la publication de lettres dans les journaux va entraîner sa mise à la retraite le 17 août 1849.
Connu pour son dictionnaire français-grec, il a donné plusieurs traductions d’auteurs latins : Juvénal, Perse, Sulpicia, Lucain…

## Publications
- Cours élémentaire de rhétorique appliqué aux trois langues française, grecque et latine, 1822.
- Grammaire grecque, ou méthode nouvelle et complète pour étudier la langue grecque, avec syntaxe analytique, 1828.
- Dictionnaire français-grec, 1re partie, 1847 - 2e partie, 1857.
- Examen critique de la grammaire grecque de M. Burnouf.
- Exercices appliqués aux éléments de la langue grecque, 1865.
- Douze ans j’attendis justice de l’Université, douze ans j’attendis en vain !…, 1847.
- Procès universitaires sous le ministère de M. de Falloux, Appel à l’opinion publique, 1849.